# Gomphodesmus castaneus
Gomphodesmus castaneus är en mångfotingart som beskrevs av Cook 1896. Gomphodesmus castaneus ingår i släktet Gomphodesmus och familjen Gomphodesmidae. Inga underarter finns listade i Catalogue of Life.